# Leandra erostrata
Leandra erostrata là một loài thực vật có hoa trong họ Mua. Loài này được (DC.) Cogn. mô tả khoa học đầu tiên năm 1886.